# Forray András (alispán)
Soborsini Forray András, Forrai Endre (1718 körül – 1788. december 10.) valódi belső titkos tanácsos, alispán, a Szent István-rend kiskeresztese.

## Élete
1751-ben Arad vármegye jegyzője és országgyűlési követe, 1767-től alispánja, később erdélyi királyi tanácsos volt. 1772-ben megkapta a 148-as sorszámon nyilvántartott Szent István rend kiskeresztes fokozatát. 1784. július 27-én fényes nappal saját soborsini kastélyából elégedetlen román jobbágyok elrabolták. Ezt az esetet ő maga másnap leírta a vármegyéhez intézett levelében; a jobbágyok Forray közbenjárására kegyelmet nyertek. A történetet a pozsonyi Magyar Hírmondó tudósítása alapján Jókai Mór az Egy haramia-banda a havason című elbeszélésében dolgozta fel. Forray levelét, illetve a vizsgálat anyagát Márki Sándor közölte a Hazánk című folyóiratban (1884).

## Munkája
Justinusnak Trogus Pompejus negyven négy könyveibűl ki-válogatott rövid ékes historiája, melyet a magyar nemzetnek, és a kik a magyar nyelvet tanúlni, vagy gyakorolni kivánnyák kedvekért deák nyelvrűl magyar nyelvre forditott... 1781. Eger.